# Лишане-Островицьке
Лишане-Островицьке (хорв. Lišane Ostrovičke) — населений пункт і громада в Задарській жупанії Хорватії.

## Населення
Населення громади за даними перепису 2011 року становило 698 осіб. Населення самого поселення становило 583 осіб.
Динаміка чисельності населення громади:
Динаміка чисельності населення центру громади:

## Населені пункти
Крім поселення Лишане-Островицьке, до громади також входять: 
- Добропольці
- Островиця

## Клімат
Середня річна температура становить 13,92 °C, середня максимальна – 28,52 °C, а середня мінімальна – -0,22 °C. Середня річна кількість опадів – 860 мм.
| Клімат поселення                              | Клімат поселення | Клімат поселення | Клімат поселення | Клімат поселення | Клімат поселення | Клімат поселення | Клімат поселення | Клімат поселення | Клімат поселення | Клімат поселення | Клімат поселення | Клімат поселення | Клімат поселення |
| Показник                                      | Січ.             | Лют.             | Бер.             | Квіт.            | Трав.            | Черв.            | Лип.             | Серп.            | Вер.             | Жовт.            | Лист.            | Груд.            |                  |
| Середній максимум, °C                         | 10,26            | 11,10            | 13,92            | 17,20            | 22,19            | 26,12            | 28,52            | 28,29            | 24,05            | 19,60            | 13,76            | 10,84            |                  |
| Середня температура, °C                       | 5,01             | 5,86             | 8,67             | 11,94            | 16,94            | 20,86            | 23,97            | 23,73            | 19,48            | 15,05            | 9,20             | 6,30             |                  |
| Середній мінімум, °C                          | −0,22            | 0,61             | 3,40             | 6,68             | 11,68            | 15,62            | 19,40            | 19,18            | 14,93            | 10,48            | 4,62             | 1,73             |                  |
| Норма опадів, мм                              | 72               | 65               | 70               | 76               | 62               | 59               | 36               | 50               | 86               | 93               | 104              | 87               |                  |
| Середньомісячна швидкість вітру, м/с          | 2.17             | 2.33             | 2.55             | 2.50             | 2.20             | 2.00             | 2.00             | 1.88             | 1.98             | 2.05             | 2.42             | 2.37             |                  |
| Середньомісячна сонячна радіація, кДж/м²·день | 5207             | 7919             | 11549            | 16215            | 20292            | 22583            | 24196            | 21320            | 15812            | 10098            | 5576             | 4406             |                  |
| --------------------------------------------- | ---------------- | ---------------- | ---------------- | ---------------- | ---------------- | ---------------- | ---------------- | ---------------- | ---------------- | ---------------- | ---------------- | ---------------- | ---------------- |
| Джерело:                                      |                  |                  |                  |                  |                  |                  |                  |                  |                  |                  |                  |                  |                  |